# Charles de Montmorency
Charles de Montmorency (1307 – 11 settembre 1381) è stato un militare francese, maresciallo di Francia dal 1343 al 1347.
Era figlio di Jean I, signore di Montmorency, e di Jeanne de Calletot.

## Biografia
Alla morte del padre ereditò le signorie di Montmorency, Écouen, Damville, Argentan, Feuillarde, Chaumont-en-Vexin, Vitry en Brie, e di numerosi altri luoghi.
Fu cavaliere, nominato gran panettiere di Francia dal 1336 al 1343 da Filippo VI. Nel 1340, durante la guerra dei cent'anni, alla testa di proprie truppe formate da vassalli e cavalieri a lui legati, tentò invano di soccorrere i marescialli Robert Bertrand de Briquebec e Mathieu de Trie assediati a Tournai; fu quindi fatto prigioniero e condotto in Inghilterra. Tournai rimase comunque in mano francese e Montmorency fu liberato in seguito alla tregua successiva.
Fu elevato alla dignità di maresciallo di Francia nel 1343, consigliere e ciambellano del re nel 1346 come ricompensa per il suo attaccamento alla Corona, e, nel 1347, "capitano generale di Sua maestà sulle frontiere delle Fiandre e del mare in tutta la Piccardia".
Nel 1347 lasciò la carica di maresciallo in favore di suo cognato, Édouard de Beaujeu.
Ebbe il comando dell'armata che il duca Giovanni di Normandia portò in Bretagna in soccorso di Carlo di Blois. Accompagnò poi tale principe in Guienna contro il conte di Derby nel 1345 e si distinse alla battaglia di Crécy nel 1346, dove fu tra i cinque nobili che portarono in salvo Filippo VI dopo la disfatta francese.
Governatore della Piccardia, si impose a più riprese contro gli inglesi e gli insorti fiamminghi nel 1348, contribuendo grandemente a mantenere il possesso francese della provincia.
Secondo i termini del trattato di Londra del 1359, figurava tra i dieci ostaggi di rango inviati in Inghilterra (insieme fra gli altri a Luigi e Giovanni, figli del re Giovanni II) come garanzia dopo la liberazione di Giovanni II, preso prigioniero alla battaglia di Poitiers.
Fu poi tra i Grandi di Francia che conclusero il trattato di Brétigny tra Filippo VI e Edoardo III, l'8 maggio 1360.
L'11 dicembre 1368 tenne a battesimo come padrino Carlo VI, che ne ricevette il nome.
Morì l'11 settembre 1381 e la sua salma fu inumata nella chiesa dell'abbazia du Val a Mériel.

## Discendenza
Nel 1330 sposò in prime nozze Marguerite de Beaujeu figlia di Guichard VI, signore di Beaujeu, e sorella di Édouard de Beaujeu, morta senza eredi il 5 gennaio 1336 ed inumata nell'abbazia du Val.
Il 26 gennaio 1341 sposò a Parigi in seconde nozze Jeanne de Roucy, signora di Blazon e di Chemillé en Anjou, morta il 10 gennaio 1361 ed inumata nell'abbazia du Val. Dal matrimonio nacquero:
- Jean de Montmorency († 24 luglio 1352)
- Marguerite de Montmorency (1359 circa - 21 settembre 1406); sposò Robert d'Estouteville, signore di Vallemont[12]
- Jeanne de Montmorency, sposò Guy Brumor de Laval, signore di Challouyau[12] († 1383)
- Marie de Montmorency, signora d'Argentan[12] († 26 febbraio 1372); sposò Guillaume d'Ivry[12], barone d'Oissery, in seconde nozze Jean II, signore di Châtillon-sur-Marne[12].

Verso il 1362, Charles sposò in terze nozze Pétronille (o Pernelle) de Villiers (1345 circa - 1415 circa), figlia di Adam le Bègue, signore di Villiers le Sec ed Alix de Méry, e nipote di Pierre de Villiers, signore di l'Isle Adam. Dal matrimonio nacquero:
- Charles de Montmorency (1362-1369)
- Jacques de Montmorency († 1414)
- Philippe, ucciso nel 1425 alla battaglia di Ziric-Zée[12] o Zirixée[14]
- Denise de Montmorency († 1452 circa), sposò nel 1398[12] Lancelot Turpin de Crissé, ciambellano di Carlo VI[14], figlio di Gui V Turpin de Crissé e Marguerite de Thouars.